# گورستان سیاگل
قبرستان سیاگل مربوط به مفرغ است و در شهرستان گیلانغرب، بخش مرکزی، دهستان حومه، ۱/۳ کم شمال روستای سیاگل واقع شده و این اثر در تاریخ ۲۶ اسفند ۱۳۸۷ با شمارهٔ ثبت ۲۵۳۹۷ به‌عنوان یکی از آثار ملی ایران به ثبت رسیده است.